# Dark Horse (Katy-Perry-Lied)
Dark Horse ist ein Lied der US-amerikanischen Sängerin Katy Perry aus ihrem vierten Album Prism. Es wurde am 17. Dezember 2013 offiziell als dritte Single veröffentlicht, nachdem es bereits drei Monate zuvor als Promo-Single veröffentlicht worden war. Das Lied wurde zusammen mit dem Rapper Juicy J aufgenommen.

## Hintergrund
Sowohl Perry und Juicy J als auch die Produzenten des Liedes, Max Martin, Cirkut und Dr. Luke schrieben das Lied. Die Grundidee stammt von Perry und der ebenfalls am Text beteiligten Sängerin Sarah Hudson. Inspirationsquelle war der Film Der Hexenclub aus dem Jahr 1996. Perry sang das Lied unter anderem bei den iHeart Radio Awards in Las Vegas, dem iTunes Festival in London, den BRIT Awards 2014 und bei The Voice of Germany.

## Musikvideo
Regisseur des Musikvideos ist Mathew Cullen, der bereits zuvor mit Perry an dem Musikvideo für das Lied California Gurls zusammenarbeitete. Das Thema des Videos ist die altägyptische Kultur. Veröffentlicht wurde es am 20. Februar 2014 auf Vevo und YouTube.

## Kommerzieller Erfolg

### Chartplatzierungen
| ChartsChartplatzierungen       | Höchstplatzierung | Wochen |
| ------------------------------ | ----------------- | ------ |
| Deutschland (GfK)              | 6 (50 Wo.)        | 50     |
| Österreich (Ö3)                | 2 (34 Wo.)        | 34     |
| Schweiz (IFPI)                 | 4 (42 Wo.)        | 42     |
| Vereinigte Staaten (Billboard) | 1 (57 Wo.)        | 57     |
| Vereinigtes Königreich (OCC)   | 4 (48 Wo.)        | 48     |

| ChartsJahrescharts (2014)      | Platzierung |
| ------------------------------ | ----------- |
| Deutschland (GfK)              | 11          |
| Österreich (Ö3)                | 16          |
| Schweiz (IFPI)                 | 17          |
| Vereinigte Staaten (Billboard) | 2           |
| Vereinigtes Königreich (OCC)   | 20          |

| ChartsJahrescharts (2010–2019) | Platzierung |
| ------------------------------ | ----------- |
| Vereinigte Staaten (Billboard) | 26          |

### Auszeichnungen für Musikverkäufe
| Land/Region                  | Auszeichnungen für Musikverkäufe (Land/Region, Auszeichnung, Verkäufe) | Verkäufe   |
| ---------------------------- | ---------------------------------------------------------------------- | ---------- |
| Australien (ARIA)            | 13× Platin                                                             | 910.000    |
| Belgien (BRMA)               | Gold                                                                   | 15.000     |
| Brasilien (PMB)              | 8× Diamant                                                             | 2.000.000  |
| Deutschland (BVMI)           | 3× Gold                                                                | 450.000    |
| Frankreich (SNEP)            | —                                                                      | 75.000     |
| Italien (FIMI)               | 3× Platin                                                              | 90.000     |
| Kanada (MC)                  | Diamant                                                                | 800.000    |
| Mexiko (AMPROFON)            | 2× Platin                                                              | 120.000    |
| Neuseeland (RMNZ)            | 4× Platin                                                              | 60.000     |
| Norwegen (IFPI)              | 5× Platin                                                              | 300.000    |
| Österreich (IFPI)            | 2× Platin                                                              | 60.000     |
| Portugal (AFP)               | Gold                                                                   | 5.000      |
| Schweden (IFPI)              | 4× Platin                                                              | 160.000    |
| Spanien (Promusicae)         | 2× Platin                                                              | 120.000    |
| Vereinigte Staaten (RIAA)    | 11× Platin                                                             | 11.000.000 |
| Vereinigtes Königreich (BPI) | 3× Platin                                                              | 1.800.000  |
| Insgesamt                    | 3× Gold · 40× Platin · 10× Diamant ·                                   | 17.965.000 |

Hauptartikel: Katy Perry/Auszeichnungen für Musikverkäufe